# Colonia la Libertad, delstaten Mexiko
Colonia la Libertad är en ort i Mexiko, tillhörande kommunen Atizapán i den sydvästra delen av delstaten Mexiko, i den centrala delen av landet. Orten hade 1 356 invånare vid folkräkningen 2010.